# NGC 1106
NGC 1106 é uma galáxia lenticular (S0) localizada na direcção da constelação de Perseus. Possui uma declinação de +41° 40' 20" e uma ascensão recta de 2 horas, 50 minutos e 40,5 segundos.
A galáxia NGC 1106 foi descoberta em 18 de Setembro de 1828 por John Herschel.